# الطريق الأوروبي E57
الطريق الأوروبي E57 هو طريق من شبكة الطرق الأوروبية الدولية. يربط مدينة ساتليدت النمساوية بالعاصمة السلوفينية ليوبليانا عبر ليزين وسانت ميخائيل وغراتس وماريبور بالنمسا.